# Léon Roussy
Léon Roussy (né Pierre-Léon Roussy en 1726 et mort en juillet 1811 à Paspébiac en Gaspésie) est un marin d'origine franco-italienne qui est capitaine au long cours pour un armateur francais puis, installé en Nouvelle-France dans les années 1750, il devient tour à tour armateur, corsaire et pirate.

## Biographie
Léon Roussy, de souche franco-italienne ou basque, est né en 1726 dans le Pays basque. Ses premières activités maritimes se déroulent à La Rochelle en France.
Pour le compte de « son beau-frère Perriere », Léon Roussy commande un navire qui transporte des marchandises entre La Rochelle et les Antilles françaises. Profitant des succès passés, Roussy propose à Perriere d'affréter un petit navire pour transporter de riches marchandises. Perriere achète un brigantin, baptisé Jeune Léon, qui est rempli de marchandises luxueuses dont la valeur s'établit à 290 000 £.
Le 28 octobre l751, Léon Roussy quitte La Rochelle pour les Antilles françaises, où il acquiert d'autres marchandises. Après avoir détourné à son profit la cargaison du Jeune Léon, il s'établit en Nouvelle-France. À Québec, il devient armateur. Il s'occupe aussi de transport de marchandises entre la ville de Québec et Louisbourg, acceptant parfois de faire des voyages jusqu'en Martinique.
En 1758, la guerre de Sept Ans fait rage depuis deux ans et la marine britannique surveille étroitement la circulation maritime dans le golfe du Saint-Laurent, ce qui entrave les activités de Roussy. Il propose alors à des associés de devenir corsaire. Dès sa première sortie en mer, l'équipage de La Leone capture le navire anglais Philip au large de la ville de Gaspé. En septembre de l'année suivante, les Britanniques prennent le contrôle de la Nouvelle-France après le siège de Québec de 1759. Roussy renonce à la guerre de course. 
Avec des associés, Roussy remet à flot des barques coulées pendant la bataille de la Ristigouche et devient pirate, sévissant dans la baie des Chaleurs et le golfe du Saint-Laurent. Plus tard, des forces britanniques capturent Léon Roussy en même temps que d'autres marins devenus pirates. Transféré à bord d'un navire anglais, Roussy soulève les prisonniers contre l'équipage et s'empare du navire.  
Léon Roussy se réfugie dans la baie des Chaleurs. Plus tard, il invoque ses antécédents militaires pour obtenir du gouvernement de Québec l’attribution de terres dans la baie des Chaleurs. Il termine sa vie en faisant de la pêche et du cabotage.